# Mugilokształtne
Mugilokształtne, cefalokształtne (Mugiliformes) – monotypowy rząd ryb promieniopłetwych (Actinopterygii), obejmujący rodzinę:
- Mugilidae – mugilowate[2], cefalowate[3]

W starszych klasyfikacjach rodzina Mugilidae była zaliczana do okoniokształtnych.